# Meloidogyne arenaria
Meloidogyne arenaria is een wortelknobbelaaltje dat in Nederland sporadisch in kassen voorkomt. Op de aangetaste wortels van de waardplant worden ruwe knobbels gevormd. Reproductie vindt mitotisch plaats door parthenogenese. Meloidogyne arenaria heeft chromosoomaantallen die variëren van 30 tot 50.

## Voorkomen
Meloidogyne arenaria is wereldwijd een van de belangrijkste Meloidogyne-soorten. In de Verenigde Staten is Meloidogyne arenaria een belangrijke aaltjessoort die de pinda infecteert in Alabama, Florida, Georgia en Texas. Het meest schadelijke pathotype voor de pinda in de VS is pathotype 1 en oogstverliezen kunnen in zwaar aangetaste velden meer dan 50% bedragen. Van de Meloidogyne-soorten is M. arenaria het meest variabel zowel morfologisch als cytologisch. In 1949 waren twee pathotypen van dit aaltje geïdentificeerd, pathotype 1 dat zich voortplant op de pinda en pathotype 2 dat zich niet op de pinda kan voortplanten. In een recent onderzoek werden echter drie pathotypen beschreven (pathotype 1, 2 en 3). López-Pérez et al (2011) hebben ook populaties van pathotype 2 bestudeerd, dat zich voortplant op tomaat met het Mi-gen en pathotype 3, dat zich voortplant op zowel resistente peper als tomaat.

## Beschrijving

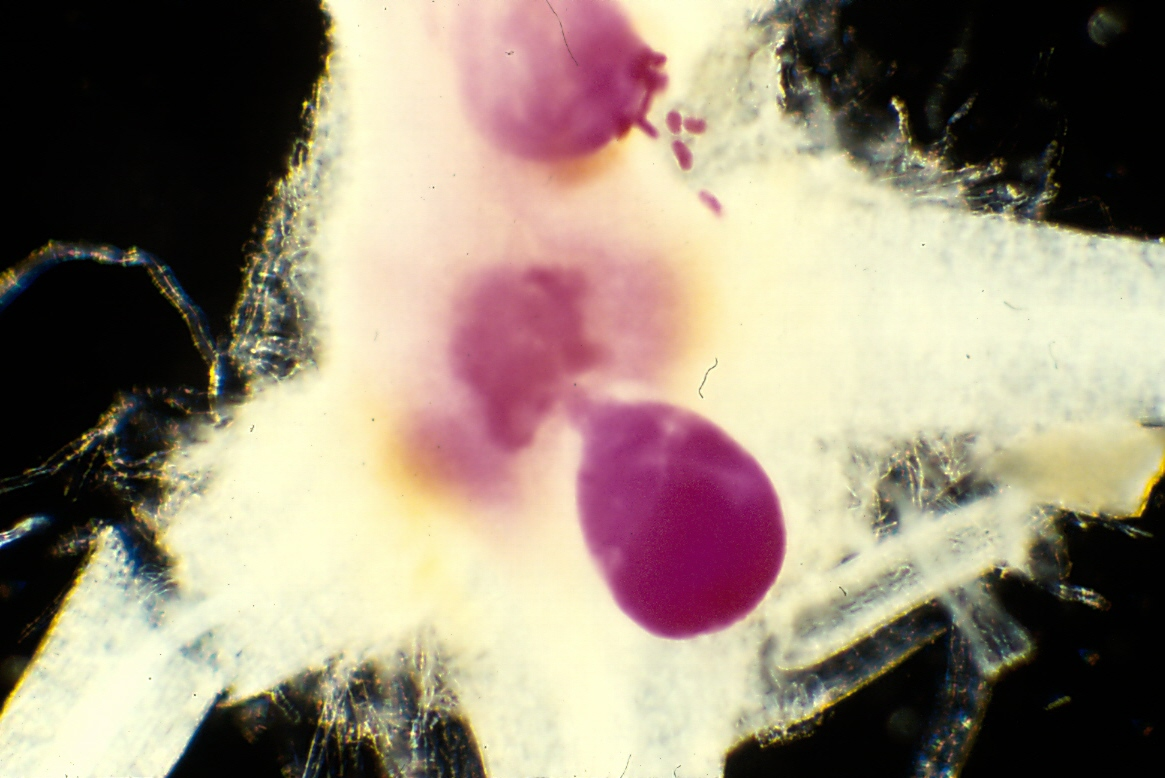
Vrouwje in een pindawortel

De vrouwtjes zijn opgezwollen, peervormig, parelwit, sedentair en volledig endoparasitair. De volwassen vrouwtjes van M. arenaria kenmerken zich door de cuticulaire markeringen in het gebied rond de anus, stiletlengte en puntjes op de cuticula. Bij het beschrijven van de morfologie van M. arenaria pathotype 1, Eisenback et al., (1981) rapporteerden dat bij de vrouwen de kromming van de rugzijde plat is en afgerond. De striae in de kromming zijn enigszins ingedeukt bij de zijlijnen en vormen in het algemeen een verbreding op de kromming. De stilet is zeer robuust met een brede kegel en schacht. De labiale schijf en lippen zijn stomp belvormig met grote lippen aan de buikzijde, die gescheiden zijn van de middelste lippen en de kop.
De larven van het tweede stadium zijn 400 - 600 micrometer lang en hebben 10-15 micrometer lange stiletten. De stilet is licht gesclerotiseerd met onduidelijke knobbels. De kop is ook zwak gesclerotiseerd. De slokdarmklier overlapt de darm aan de buikzijde. De staart loopt taps toe in een spitse punt.
De mannetjes van Meloidogyne arenaria zijn 1,0 tot 2,0 mm lang. De stilet is kort en heeft verschillende knobbels. De slokdarmklier overlapt de darm aan de buikzijde. De staart is kort en afgerond en heeft geen beurs. De spicula-opening zit op korte afstand van de staartpunt. De mannetjes hebben ook een lage kopkap die naar achteren helt met 2 of 3 onvolledige annulaties (cirkelvormige banden gevormd door twee dwarse groeven in de cuticula met daardoor schijnbare segmentatie) rond het kopgebied. Het stilet is puntig en de opening van de inwendige holte heeft een klein uitsteeksel aan de buikzijde.

## Levenscyclus

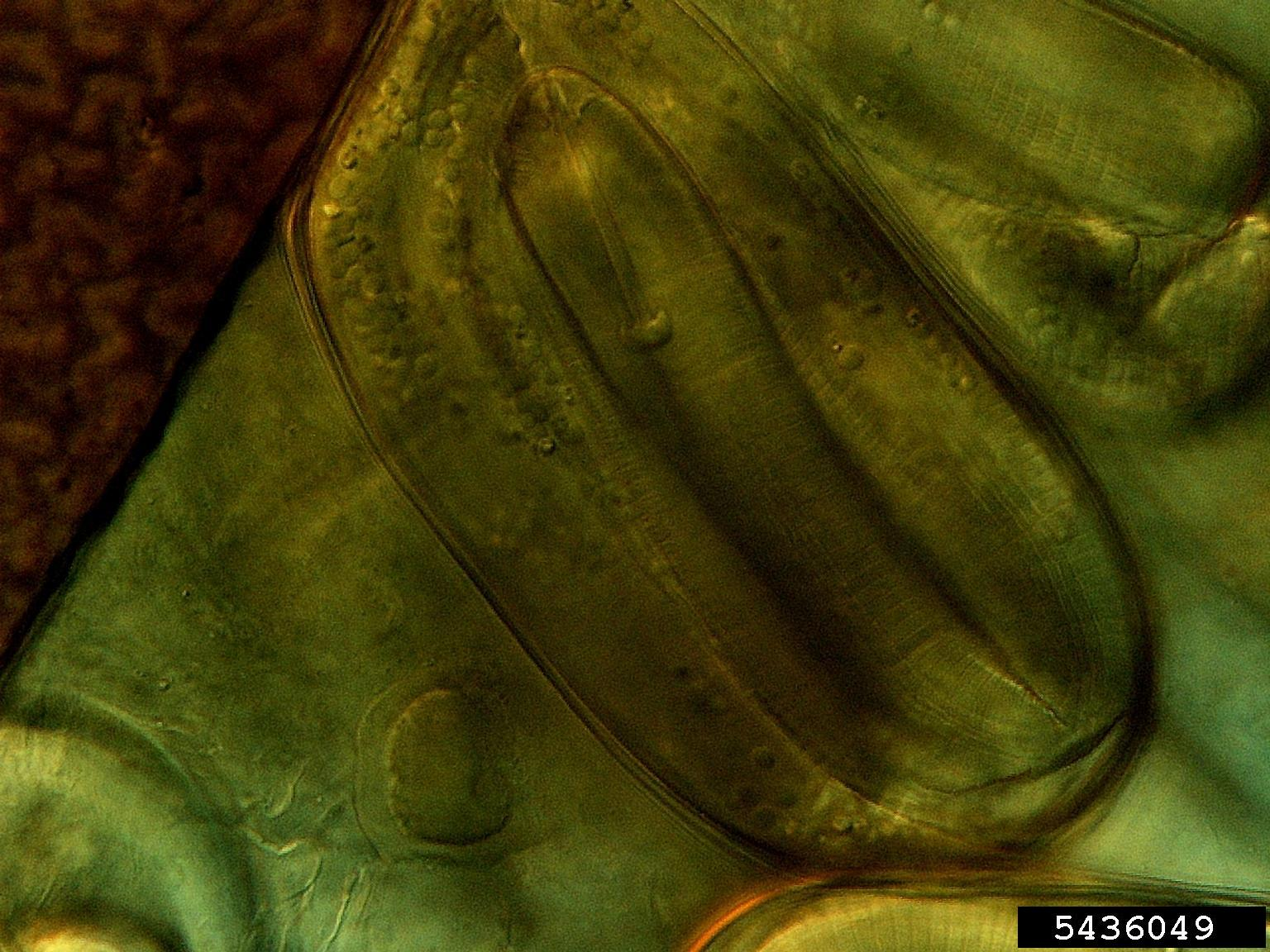
Eitje van een Heteroderidae-aaltje

Meloidogyne arenaria doorloopt vijf stadia in hun levenscyclus (eifase, vier larvale stadia en daarna volwassenheid). Ze overleven als eitjes in de grond. Het eerste larvale stadium vindt plaats in het ei. Wanneer de eitjes uitkomen is het aaltje al in het tweede larvale stadium en gaat op zoek naar plantenwortels. Ze dringen het wortelstrekkingsgebied binnen en migreren in de wortel totdat ze een vaste verblijfplaats hebben gevonden. Signalen van de L2-aaltjes zorgen ervoor dat parenchymcellen in de buurt van de kop van het L2-aaltje meerkernig worden. voor het vormen van voedingscellen, algemeen bekend als reuzencellen, van waaruit de L2 en later de volwassen aaltjes zich voeden met behulp van hun stilet. Gelijktijdig met de vorming van reuzencellen, vormt het omringende wortelweefsel een gal (knobbel) waarin de zich ontwikkelende larve zit. De larven voeden zich met de reuzencellen ongeveer 24 uur nadat ze een vaste verblijfplaats hebben gevonden. Na verdere voeding ondergaan de L2-aaltjes morfologische veranderingen en worden ze bolvormig. Zonder verdere voeding vervellen ze drie keer en worden uiteindelijk volwassen. Bij vrouwtjes, die bijna bolvormig zijn, wordt de voeding hervat en ontwikkelt het voortplantingssysteem zich. De mannetjes kunnen zich vrij bewegen en verlatende de wortel nadat ze volwassen zijn geworden. De vrouwtjes leggen de eitjes in een gelatineuze massa geproduceerd door zes rectale klieren en afgescheiden voor en tijdens het leggen van de eieren. De gelatineuze massa vormt aanvankelijk een kanaal door de buitenste lagen van het wortelweefsel en omringt later de eieren, De gelatineuze massa vormt een barrière tegen waterverlies en zorgt door het hoge vochtgehalte dat de eieren niet uitdrogen. Naarmate de gelatineuze massa ouder wordt, verandert het van een kleverige, kleurloze gelei in een leerachtige, oranje-bruine substantie die gelaagd lijkt. Het ei bestaat uit één cel, met herkenbare volgende stadia van twee cellen, vier cellen en acht cellen. Verdere celdeling leidt tot het kikkervisjesstadium, waarbij door een verdere verlenging het eerste larvale stadium ontstaat. Het omhulsel van het ei bestaat uit drie lagen, met als buitenste laag de vitellinelaag, dan een chitine-achtige middelste laag en een binnenste laag bestaande uit lipiden. De vitellinelaag bestaat voornamelijk uit eiwitvezels, met eiwitreceptoren die nodig zijn voor de spermabinding die op hun beurt gebonden zijn aan spermaplasmamembraanreceptoren.
Nadat het eiomhulsel doorlaatbaar is geworden, kan de larve uit het ei komen met behulp van fysieke en/of enzymatische processen. Eitjes van Meloidogyne arenaria worden in het algemeen niet beïnvloed door de aanwezigheid van een gastheer, maar komen pas uit bij de juiste temperatuur en in aanwezigheid van water.
Een volledige cyclus duurt ongeveer 1 maand.